# Balkanski vojni
Balkanski vojni sta bili dve vojni na Balkanu v letih 1912 in 1913, v katerih je Balkanska liga (Srbija, Črna gora, Grčija in Bolgarija) v vojni z Osmanskim cesarstvom najprej osvojila Makedonijo in večino Trakije, potem pa so se spopadli med seboj zaradi delitve osvojenega teritorija. Bolgarijo so v drugi balkanski vojni nekdanji zavezniki porazili in izgubila je večino tega, kar ji je bilo obljubljeno v prvotnem načrtu delitve.
Vojni sta bili pomembna predhodnica I. svetovne vojne, saj je Avstro-Ogrsko motilo, da se je Srbija močno povečala in pridobila nov status vpliva v regiji. Novi položaj Srbije je skrbel tudi Nemčijo, ki je Srbijo videla kot satelit Rusije, zato sta bili ti dve centralni sili po sarajevskem atentatu junija 1914 pripravljeni tvegati vojno (ki se je kasneje razvila v svetovno vojno) in postaviti Srbiji ultimat.

## Prva balkanska vojna
Poleti 1912 so se v balkansko zvezo povezale Srbija, Črna gora, Grčija in Bolgarija. Avstro-Ogrska in Nemčija sta na pritisk Rusije obljubili, da bosta ostali nevtralni. Srbi so zmagali pri Kumanovem, Črnogorci oblegali Skadar, Grki zasedli Solun, Bolgari pa potisnili osmanske čete do Čataldže. Osmansko cesarstvo je zaprosilo za mir, ki je sklenjen v Londonu leta 1913. Na podlagi tega miru je morala osmanska država zaveznikom odstopiti ozemlje zahodno od črte Enos-Midija.

## Druga balkanska vojna
Pri delitvi ozemlja so se zaveznice sprle. Bolgari so zahtevali večino Makedonije zase in so leta 1913 napadli Srbijo, s čimer se je začela druga balkanska vojna. Srbiji, Črni gori in Grčiji se je v vojni z Bolgari pridružila Romunija, Bolgarijo pa je napadlo tudi v prvi balkanski vojni premagano Osmansko cesarstvo, zato je bila Bolgarija prisiljena zaprositi za mir. Še istega leta so ga podpisali v Bukarešti. Bolgarija je izgubila večji del pridobljenega ozemlja, predvsem v Makedoniji. Osmanska država pa je s konstantinopelskim mirom ponovno dobila ozemlje do Edirne.